# 아이아코스

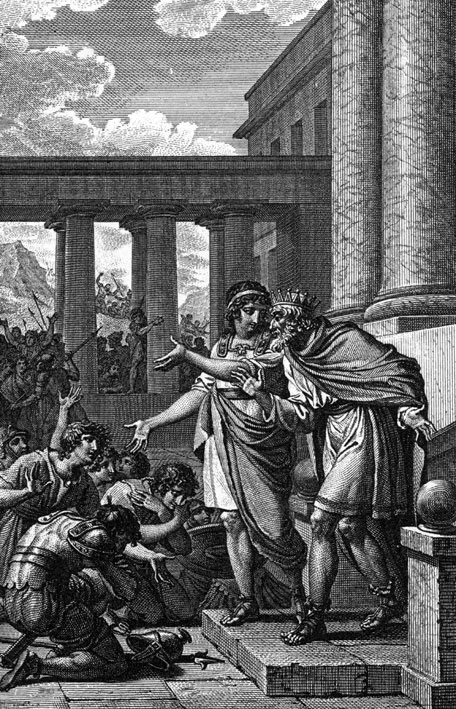
아이아코스와 텔라몬.

아이아코스(그리스어: Αἴακος)는 그리스 신화에서 섬 나라인 아이기나의 전설적인 왕이다. 제우스와 요정 이이기나 사이에서 태어난 아들이다. 그는 공정하고 정의로운 왕으로 후대의 전설에서는 미노스, 라다만티스와 함께 저승의 재판관으로 나온다.

## 뮈르미돈족의 전설
일설에는 아이아코스가 제우스와 에우로페의 아들이라고도 한다.
제우스가 독수리로 변해 하신(河神) 아소포스의 딸 아이기나를 납치하여 오이노네 섬으로 데려가 관계를 가진 후 태어난 아들이 바로 아이아코스이다. 오이노네 섬은 나중에 아이기나의 이름을 따서 아이기나 로 바뀌었고 아이아코스는 그 섬의 왕이 되었다. 그러나 제우스의 아내 헤라는 자신의 연적(戀敵)의 이름을 딴 이 섬나라를 못마땅하게 여겨 이 나라에 역병을 내린다. 역병은 온나라를 휩쓸고 거의 모든 백성을 죽여버렸다. 그러자 아이아코스는 절망에 빠져 아버지인 제우스에게 탄식했는데 그때 마침 아이아코스의 앞에는 참나무가 있었는데 그 참나무에 수많은 개미가 열을 지어지나가고 있었다. 아이아코스가 '나의 백성들도 저 개미처럼 많았으면 좋으련만...'이라고 말했는데 다음날 개미들이 모두 사람으로 변하여 온 나라에 가득찼다. 이렇게 생긴 사람들을 '개미(그리스어: μύρμηκες)'에서 나온 사람들이라는 뜻의 뮈르미돈으로 불렀다. 이 뮈르미돈족은 나중에 아킬레우스와 파트로클로스가 지휘하여 트로이아 전쟁에 참가하여 큰 용맹을 떨치게 된다.

## 트로이아의 축성
아이아코스는 포세이돈과 아폴론이 라오메돈을 위해 트로이아 성벽을 축성할 때 이 두 신의 부름을 받고 축성에 참여했다고 한다. 성벽이 완성되고 나서 세 마리의 용이 나타나 성벽을 공격했는데 그 중에 두 마리는 신들이 만든 성벽 부분을 공격하다가 죽었는데 나머지 한 마리는 아이아코스가 만든 성벽부분을 공격해서 도시 안으로 쳐들어 갔다고 한다. 이를 본 아폴론은 ‘트로이아는 아이아코스의 후손의 손에 무너질 것이다...’라고 예언했다고 한다.
실제로 그 예언대로 아이아코스의 손자인 아킬레우스에 의해 트로이아는 멸망하게 된다.

## 저승의 심판자
한편 아이아코스는 자비심이 많고 공정한 것으로 온 그리스에 이름이 높았다. 이 때문에 아이아코스는 죽은 이후에 저승으로 가서 죽은 자들을 심판하는 심판자가 되었는데. 크레타의 공정한 왕들이었던 라다만튀스, 미노스와 함께 지하세계에서 죽은 자들을 심판하는 심판관이 되었다. 이때 라다만튀스는 아시아인들을 심판하고, 아이아코스는 유럽인들을 심판하며 미노스는 캐스팅 보트를 가지고 있었다고 한다. 아이아코스를 기리는 신전이 아테네와 아이기스에 세워졌고 특히 아이기스 섬에서 아이아코스는 신들의 반열에 올라 추앙받는다.

## 아내와 자손들
아이아코스에게는 아내가 두 명있었다.
- 엔데이스 : 스키론 (혹은 케이론)의 딸로 두 명의 아들을 낳음
  - 텔라몬 : 아이아스, 테우크로스의 아버지가 됨
  - 펠레우스 : 테티스와의 사이에서 아킬레우스를 낳음
- 프사마테 : 바다의 신 네레이스의 손자 포코스를 낳음
  - 포코스[6]

아이아코스는 텔라몬과 펠레우스보다 포코스를 더 사랑했다고 한다. 포코스는 두 형들에게 미움을 많이 받았고 결국 두 형들의 손에 죽는다. 텔라몬과 펠레우스는 이 때문에 아이기나를 떠나 방황하다가 살라미스에 정착하게 된다.